# Línguas maba

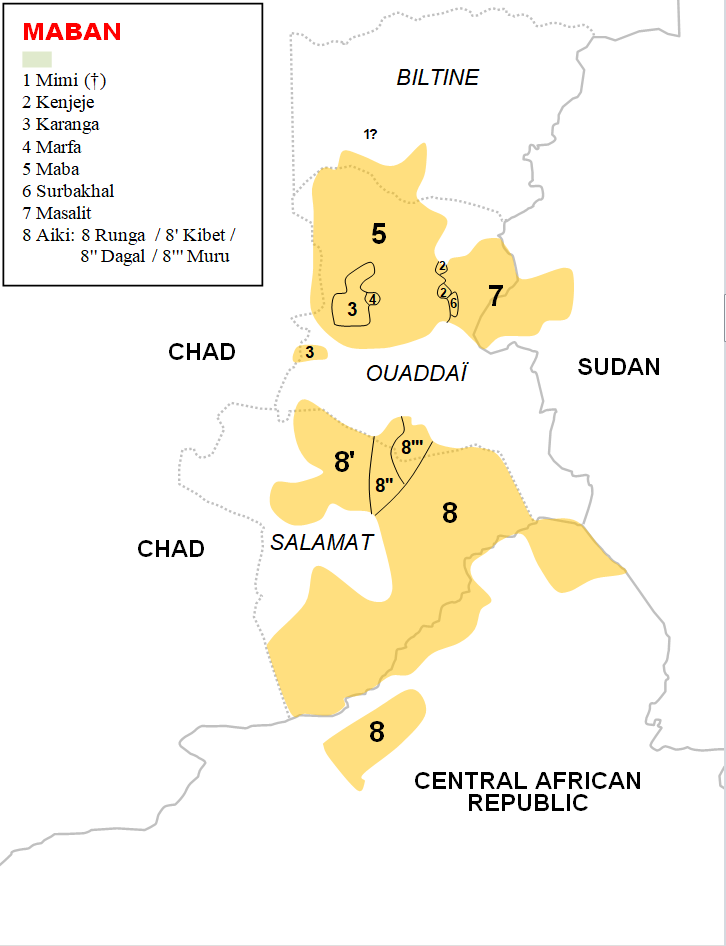
Mapa das Línguas Maba

As línguas Maba são um grupo de línguas nilo-saarianas faladas no Chade, na República Centro-Africana e no Sudão. Este grupo inclui as seguintes línguas:
- Mimi (Gaudefroy-Demombynes)
- Mimi (Nachtigal)
- Caranga (caranga, cachmere, baca, coniare)
- Mabangue (quendeje, Maba (mabangue), marfa, massalate, massalite, surbacal, quibete, runga)